# Amplirhagada questroana
Amplirhagada questroana är en snäckart som beskrevs av Alan Solem 1981. Amplirhagada questroana ingår i släktet Amplirhagada och familjen Camaenidae. IUCN kategoriserar arten globalt som starkt hotad. Inga underarter finns listade i Catalogue of Life.